# Ethelreda
Koningin Ethelreda (ook wel Etheldreda, Æthelthryth, Æðelþryð) of in zijn moderne vorm Audrey (636 à 640 - 679) was een Engelse heilige. 

## Eeuwige maagdelijkheid

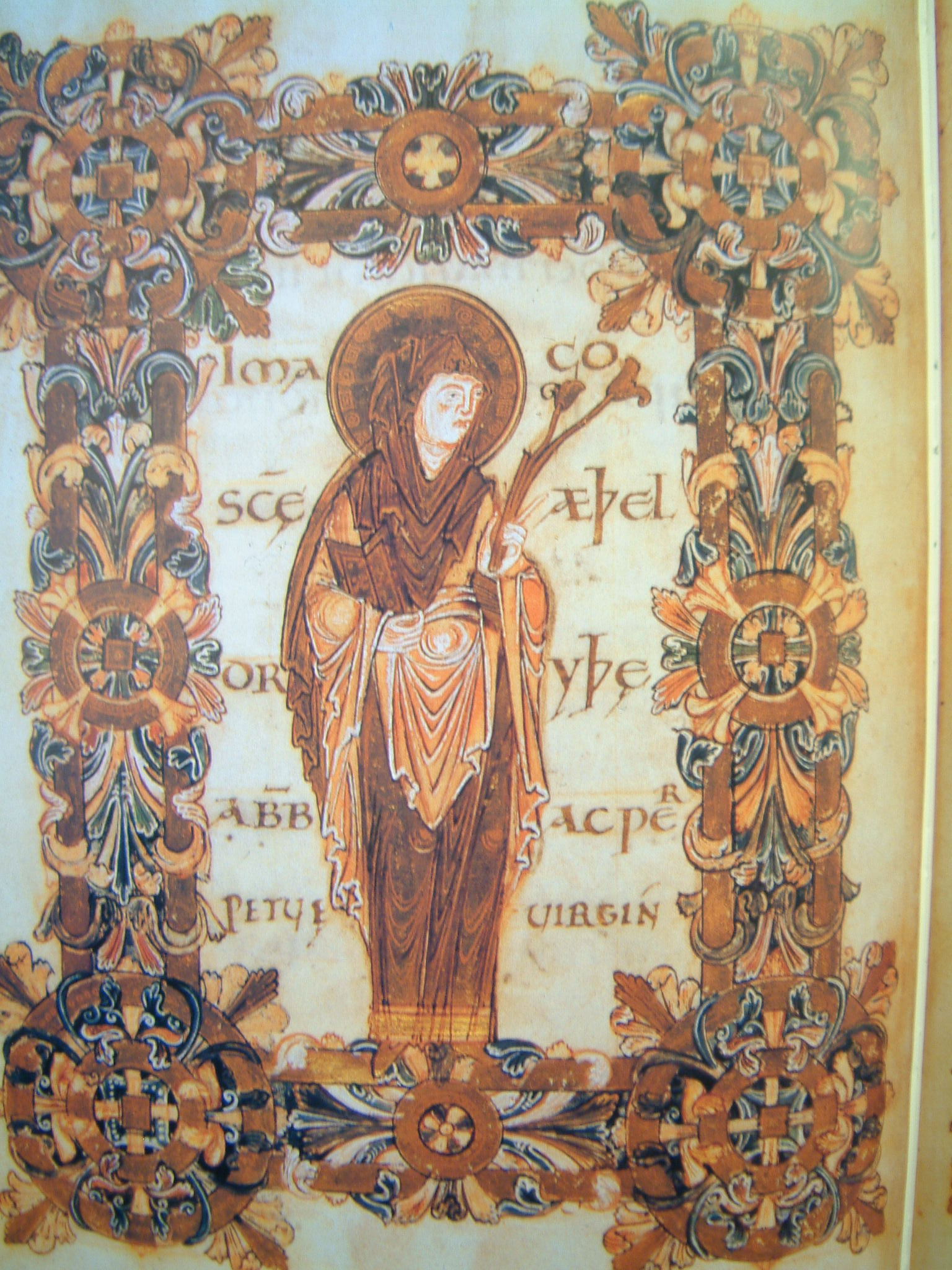
Afbeelding in een manuscript uit de 10e eeuw

Ethelreda zou een zuster zijn geweest van de heilige Jurminus en een dochter van koning Anna van East Anglia. Zij huwde in 652 met Tondberct, een hoofdman van een stam van moerasbewoners, maar dit huwelijk werd niet geconsummeerd, omdat Ethelreda een gelofte van eeuwige maagdelijkheid had afgelegd. Na drie jaar stierf Tondberct, en om politieke redenen hertrouwde zij in 660 met de toen 15-jarige koning Ecgfrith, een zoon van Oswiu van Northumbria, en hoewel haar echtgenoot op de hoogte was van haar gelofte, begon hij in 670 toch avances te maken. Omdat Ethelreda daar niet op inging, probeerde hij bisschop Wilfrid van York om te kopen om zijn echtgenote te bevrijden van haar gelofte. De bisschop weigerde echter en hielp Ethelreda in 672 om te vluchten naar een rots, Colbert's Head genaamd. Ecgfrith liet zich van Ethelreda scheiden en hertrouwde enkele jaren later met prinses Eormenburg.

## Wonderbaarlijke tussenkomst
Door goddelijke tussenkomst zou er een vloed zijn opgekomen van zeven dagen waardoor de echtgenoten van elkaar gescheiden bleven. Ten slotte werd het huwelijk geannuleerd en nam Ethelreda de sluier aan. Zij verbleef een jaar bij haar nicht, Ebbe de Oude, en stichtte nadien zelf de abdij in Ely, waar ze een streng bestaan leefde. Ethelreda zou gestorven zijn aan een enorme, maar onzichtbare tumor op haar nek. Zij zou deze ziekte dankbaar hebben aanvaard als een compensatie van God voor al de halssnoeren die zij tijdens haar jeugd gedragen had.

## Tawdry

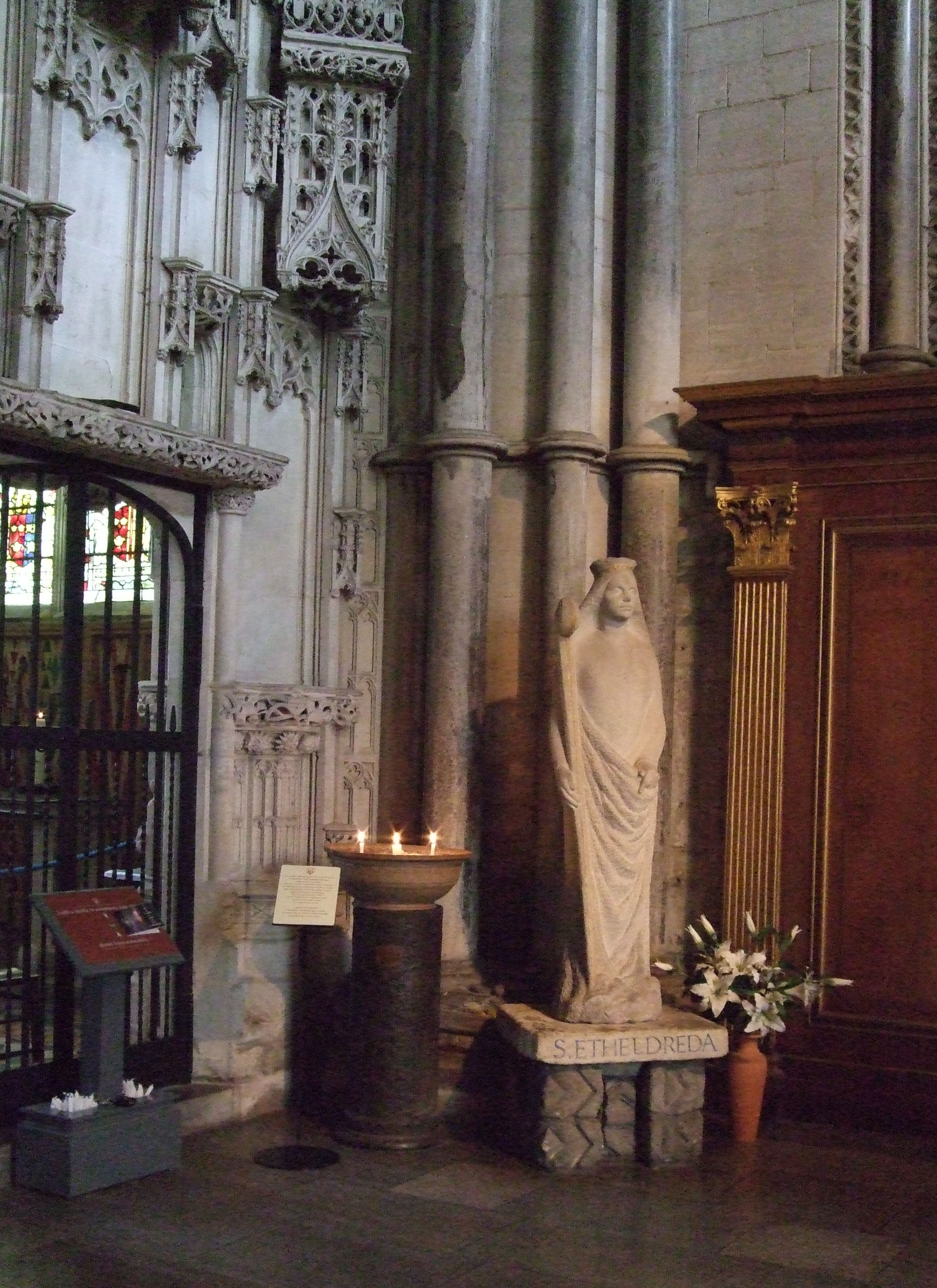
Beeld in de kathedraal van Ely

In de middeleeuwen werd er op haar feestdag, 'St. Audrey's' op 23 juni, een belangrijke jaarmarkt gehouden in Ely. De volgelingen en bewonderaars van St. Ethelreda kochten daar keurige kanten kleding. Deze kleding raakte uit de mode en, speciaal in de puriteinse periode van het midden van de 17e eeuw, werd erop neergekeken. De bescheiden kanten kleding werd langzamerhand gezien als goedkoop, ouderwets, van matige kwaliteit. 'St. Audrey' werd verbasterd tot 'tawdry', dat nog steeds in deze betekenis gebruikt wordt.